# Varga-Amár László
Varga-Amár László (Budapest, 1955. július 13. –) magyar festőművész, a Magyar Alkotóművészek Országos Egyesülete Képzőművészeti Tagozatának Elnöke.
A Magyar Képzőművészeti Egyetem (korábbi nevén Magyar Képzőművészeti Főiskola) festő szakán szerzett diplomát 1979-ben, Kokas Ignác tanítványaként, majd 1980-ig mesterképzős maradt. Ettől az időponttól főállású festőművészként alkot, 2008-tól képzőművészeti munkássága mellett a Szent Gellért Katolikus Gimnázium művészettanára.
Száznál is több önálló kiállítást rendezett, valamint számos csoportos kiállításon vett részt itthon és külföldön. Sok hazai és nemzetközi kiállításon díjazták alkotásait.
Művei több magán- és közgyűjteményben megtalálhatóak.
Budapesten él és alkot.Nős, három gyermek édesapja.

## Munkássága
Sajátos színt képvisel a magyar képzőművészet palettáján. Különös technikákkal, és idegen anyagok használatával (celofán, toll, műanyag, röntgenlelet) ütközteti a klasszikus festészeti tudást. Gyakran fest sorozatokat, így az egyik kép szüli a másikat. A 80-as évek közepétől nagyméretű olaj, vászon képeket alkot, az akkori transzavangárd festészeti irányzat szellemében (kvázi tájképek, lebegő torzók). A 80-as évek végén Arnold Böcklin műveiről készít persziflázsokat hatalmas méretekben (Holtak szigete, Daphnis, Triton és Nereida stb.). 1990-től a tarnowi Bem- szarkofágról készít sorozatot. 1999-től egy magányos figurát,2001-től a női testet használja kompozíciók készítéséhez. 2002-től egy önarcképszerű fej tölti ki a képmezőt. 2005-től művészete elmozdul az absztrakt felé. 2006-tól „térfestményeket”, illetve „síkszobrokat” készít. Ezek a plasztikák egyenes folytatásai festészeti törekvéseinek. 2009-től Átvilágítás címmel politikai és erkölcsi üzenetet hordozó sorozatba kezd, amelyben saját testéről készült röntgenleleteit applikálja önmagáról festett képeibe. 2019-ben madártollakkal borított figurákkal és Necker-kockákkal hoz létre új sorozatot. Műveit gyakran átfesti, új attribútumokkal gazdagítva azokat. Varga-Amár László a kortárs magyar festészet középnemzedékének egyik kiemelkedő alkotója erőteljes, kontúrozott, sajátos képi világa révén. Rendszeresen részt vesz hazai és nemzetközi csoportos kiállításokon, emellett több mint száz önálló kiállítást rendezett. Művei több magán- és közgyűjteményben megtalálhatóak.

## Tagságok
Elnöke a Magyar Alkotóművészek Országos Egyesülete Képzőművészeti Tagozatának, alelnöke a BP Art Képzőművészeti Egyesületnek, tagja a Képző és Iparművészek Szövetségének,a Magyar Festők Társaságának, a Forrás Galériának, a Belvárosi Művészek Társaságának, a Siklósi Szalonnak, a Szolnoki Képzőművészeti Társaságnak. Kuratóriumi tagja a Dunaszerdahelyi Kortárs Magyar Galéria Alapítványnak, a budapesti Szent Gellért Katolikus Gimnázium művészettanára, a Magyar Művészeti Akadémia köztestületi tagja.

## Díjak, elismerések
1984 - Ghi Nemzetközi Akvarell Biennále – Különdíj, Róma
1988 - Ghi Nemzetközi Akvarell Biennále – Különdíj, Róma
1998 - Bor-kultúra nemzetközi festészeti pályázat - I. díj, Bp.
1999 - Diszharmónia c. kiállítás - Nemzeti Kulturális Örökség Minisztériumának díja,
1999 – Betű a képen, Festészeti Triennálé díja, Szekszárd
2002 - Baktay – Nagyérem, Dunaharaszti
2003 - „In Memorian Egon Schiele - Tatabánya város díja, Tatabánya
2004 - Víz c. kiállítás – Zenner  Hungária díja, Szigetszentmiklós
2005 - Kölcsey-díj (Magyar Kultúra Napja), Bp.
2006 -  „Önvallomás” – Kortárs Önarckép Biennálé – I. díj, Bp.
2007 - Siklósi Szalon díja, Siklós
2009 - Balaton Tárlat - Képzőművészeti Lektorátus díja, Balatonalmádi
2012 - Nemzetközi Képzőművészeti fesztivál - Patak-díj, Szigetszentmiklós
2012 -  Ars Pannonica  Képzőművészeti Biennálé -  Arany fokozat, Szombathely
2012 - Valóság és illúzió kiállítás - Emberi Erőforrások Minisztériumának díja, Bp.
2014 -  MAOE Labirintus c. kiállítás - Szakmai elismerés, Szentendre
2015 - MAOE Harmónia c. kiállítás - Szakmai elismerés, Szentendre
2015 - Semmelweis-pályázat - III. díj, Bp.
2015 - V. Víz és élet Nemzetközi Képzőművészeti Biennálé – Különdíj, Baja
2016 -  Pesterzsébeti Tavaszi Tárlat - Kulturális Bizottság díja, Bp.
2017 -  Magyar Arany Érdemkereszt
2018 - Magyar Festészet Napja - Szolnoki Képzőművészeti Kiállítás díja, Szolnok
2019 -  Munkácsy Mihály-díj
2019 - MAOE Dimenziók – Szakmai elismerés, Szeged
2020 - Szegedi Nyári Tárlat Díja

## Egyéni kiállítások (válogatás)
1985 - Fiatal Művészek Klubja, Bp.
1985 – Vármúzeum, Dunaföldvár
1986 - Stúdió Galéria Bp.
1987 - Dom Sztuki, Varsó (Lengyelország)
1987 - Interpress Galéria, Balatonszéplak
1988 -  Lengyel Kulturális Központ, Bp.
1988 – Műszaki Egyetem „ E” Klub ( Budapesti Tavaszi Fesztivál), Bp.
1989 - Bergerhaus, Gumpoldkirchen (Ausztria)
1989 – Creatív Zentrum, Baden (Ausztria)
1989 - Zentralsparkasse Galerie, Baden( Ausztria)
1989 - Munkácsy Mihály Múzeum, Békéscsaba
1990 – Városi Galéria , Tarnow (Lengyelország)
1991 - Kulturzentrum Schambach (Németország)
1993 - Vizivárosi Galéria, Bp.
1997 – Puchner Kastély, Bikal
1997 – Centrum Kultury,Tarnow (Lengyelország)
1998 – Művészetek Háza, Szekszárd
1998 – Városi Múzeum, Csurgó
1998 – Nádor Galéria, Bp.
1999 – Tarisznyás Márton Múzeum Gyergyószentmiklós (Románia)
2000 – Milleneumi Szalon, Bp.
2000 - Godot Galéria, Bp.
2001 - Vigadó Galéria, Bp.
2002 – Kecskeméti Képtár, Kecskemét
2002 – Bartók’32 Galéria, Bp.
2002 – Városi Könyvtár és Galéria, Szigetszentmiklós
2003 –Városi Művészeti Múzeum, Győr
2003 – Limes Galéria, Révkomárom (Szlovákia)
2003 – Csók Galéria, Bp.
2003 – Újlipótvárosi Klub Galéria, Bp.
2004 - Sofitel Atrium Galéria, Bp.
2004 – Aranytíz Belvárosi Kulturális Központ, Bp.
2006 - Art9 Galéria, Bp.
2008 - Keve Galéria, Ráckeve
2009 - Újbuda Galéria, Bp.,
2009 – Karinthy Szalon, Bp.
2009 – Symbol Art Galéria (Magyar Festészet Napja) Bp.
2011 -  Ferencvárosi Pincegaléria, Bp.
2012 - Óbudai Kulturális Központ, Bp.
2014 - Gaál Imre Galéria, Bp.
2014 – MTVA Székház, Bp.
2014 – Semmelweis Szalon, Bp.
2015 - Bálna Kulturális Központ, Bp.
2015 – Széphárom Közösségi Tér, Bp.
2015 – B32 Galéria, Bp.
2015 – Művészetek Háza, Szekszárd
2016 – Semmelweis Szalon, Bp.
2019 – Art9 Galéria, Bp.
2019 – Piano Art Café (Magyar Festészet Napja), Bp.
2019 – Verseghy Ferenc Könyvtár (Magyar Festészet Napja), Szolnok
2021 - Vízivárosi Galéria, Bp., Főleg Mixed Média
2022 - Vajdahunyad Kortárs, Bp., Vajdahunyadvár
2022 - Csabagyöngye Kulturális Központ, Békéscsaba

## Csoportos kiállítások (válogatás)
1979 – Intergrafik’79, Berlin
1979 – Moderna Galerija, Rijeka
1980 - Stúdió ’80, Műcsarnok, Bp.
1984 –Ghi Akvrell Biennálé,  Palazzo Pignatelli, Róma
1886 – Stúdió’86, Történeti Múzeum, Bp.
1987 – Önarcképek, Budapest Galéria, Bp.
1991 – Sa, siedzi, Galerii Prizmat, (Európa Tanács Kulturális Bizottsága ülése), Krakkó
1994 – Vár Galéria, Veszprém
1997 – Fehér képek, Vigadó Galéria, Bp.
1997 – Budapest 125, Budapest Kiállító Terem, Bp.
1998 – Kortárs Magyar Művészet, Kortárs Magyar Galéria, Dunaszerdahely
1999 – Betű a képen, Festészeti Triennálé, Művészetek Háza, Szekszárd
1999 – Máskor, máshol, Móra Ferenc Múzeum, Szeged
2000 – Kortárs Magyar Festészet, Washington
2000 – Körképek, Vigadó galéria
2000 – Pest Megyei Tárlat, Művészet Malom, Szentendre
2001 - Dialógus, Milleneumi Szalon, Bp.
2001 - Feketén, fehéren, Feketén, fehéren, Bp.
2001 - Collegium Hungaricum, Bécs
2002 – 4’ Festival Montmartre en Europa , Párizs
2002 – Kortárs keresztény ikonográfia, Kecskeméti képtár, Kecskemét
2003 – In memoriam Egon Schiele, Kortárs Galéria, Tatabánya
2003 - Művészetek Palotája (Festészet Napja), Bp.
2004 - Művészpénz, Magyar Intézet, Párizs
2005 – Sakk-matt, Gigant Kunst im Palais, Bécs
2006 - Dante, Olasz Intézet, Bp., Róma, Pescara, Abruzzó,
2007 – Siklósi Szalon, Collégium Hungaricum, Bécs
2008 - Ars Pannonica, Szombathelyi képtár, Szombathely
2008 – Táblafestészeti Biennálé, REÖK palota, Szeged
Római Magyar Akadémia, Róma
2013 - Kortárs Magyar Festészet, Magyar Nemzeti Galéria
2012 – Összetartozunk, Forrás Galéria, Bp.
2014 - Labirintus , Művészet Malom, Szentendre
2014 - Ars Pannonica, Magyar Nagykövetség, Bécs
2015 - Élő magyar festészet, Bálna Kulturális Központ, Bp.
2016 – NKA díjazottak kiállítása, Várkert Bazár, Bp.
2016 - Élő magyar festészet, Szent Adalbert Központ, Esztergom
2016 – Ars Pannonica, Klagenfurt
2017 - Élő magyar festészet, Bálna Kulturális Központ, Bp.
2017 – Miniképek, Vigadó Galéria, Bp.
2018 - Élő magyar festészet, Kepes Intézet, Eger
2019 - Élő magyar festészet, Óbudai Múzeum, Bp.
2019 – Ihlet,KMG Galéria, Dunaszerdahely
2019 – Ihlet, Régi Művésztelepi Galéria, Szentendre
2019 - Agóra Kulturális Központ (Magyar Festészet Napja), Szolnok
2019 - Őszi tárlat, Tornyai János Múzeum,  Hódmezővásárhely
2019 - Nyári tárlat, REÖK Palota, Szeged
2021 - Műcsarnok, Bp., Nemzeti Szalon
2022 - Viagadó, Bp., Üzenet